# Jerzy Popiełuszko
Jerzy Popiełuszko (Okopy gem. Suchowola, 14 september 1947 – Włocławek, 19 oktober 1984) was een katholiek priester en martelaar uit Polen, die werd geassocieerd met de Poolse vakbond Solidarność.

## Levensloop
Na de middelbare school trad Popiełuszko binnen in het seminarie van het aartsbisdom Warschau. Hij volbracht zijn militaire dienst in een speciaal bataljon, dat erop gericht was seminaristen van hun roeping af te brengen. Dit weerhield hem er niet van zijn studies voort te zetten en tot priester te worden gewijd.
Hij werd bedienaar van verschillende parochies in Warschau. In 1981 was hij betrokken bij arbeiders die stakingen uitvoerden in de staalfabrieken rond Warschau. Dit bracht hem tot nauwere relaties met de vakbond Solidarność.
Hij was een tegenstander van het communistisch regime en in zijn preken laste hij tussen zijn religieuze gedachten ook politieke boodschappen in. Vooral tijdens de periode van de krijgswet bleef de Katholieke Kerk de enige macht die zich dergelijke boodschappen kon veroorloven en tijdens misvieringen aan de bevolking de mogelijkheid bood tot protestbijeenkomsten.
Popiełuszko's preken werden vaak door Radio Free Europe uitgezonden en werden hierdoor in heel Polen bekend. De Poolse geheime diensten, de Służba Bezpieczeństwa, probeerden hem het zwijgen op te leggen of te intimideren. Toen dit niet lukte, werd een gefabriceerd dossier tegen hem opgemaakt en werd hij in 1983 gearresteerd. Kort daarop werd hij, na tussenkomst van zijn hiërarchie, weer vrijgelaten.

## Moord
Op 13 oktober 1984 werd een auto-ongeluk in scène gezet met het doel Popiełuszko het leven te ontnemen, maar hieraan wist hij te ontsnappen. Vervolgens werd een ontvoering gepland, die op 19 oktober 1984 werd uitgevoerd door drie geheimagenten van de Służba Bezpieczeństwa. Ze vermoordden hem.
Op 30 oktober 1984 werd zijn levenloze lichaam opgedregd.
Het nieuws van deze politieke moord veroorzaakte veel ophef in Polen en daarbuiten. De moordenaars en hun leidinggevende officier werden vervolgd, omdat de chauffeur van Popiełuszko na het ongeluk kon vluchten en getuigenis kon afleggen. Ze werden veroordeeld, maar na korte tijd, als gevolg van een amnestie, weer vrijgelaten.
Op 3 november 1984 werd Popiełuszko in het bijzijn van 250.000 (andere bronnen zeggen 800.000) rouwenden (onder wie Lech Wałęsa) begraven.

## Zaligverklaring
De Katholieke Kerk gaf goedkeuring tot een procedure voor zaligverklaring op 15 maart 1996. Het diocesaan proces vond plaats van 8 februari 1997 tot 8 februari 2001. Hij werd daarop erkend als Dienaar Gods.
In 2008 werd de procedure verdergezet door de Congregatie voor de Heilig- en Zaligsprekingsprocessen en op 19 december 2009 ondertekende paus Benedictus XVI het decreet van zaligverklaring van priester Popiełuszko.
De publieke zaligverklaring greep plaats op 6 juni 2010 in Warschau. Kardinaal Angelo Amato vertegenwoordigde de paus. De moeder van de zalig verklaarde, Marianna Popiełuszko was aanwezig. Meer dan 100.000 gelovigen woonden de plechtigheid bij. .
In oktober 2013 deelde de aartsbisschop van Warschau, kardinaal Kazimierz Nycz, mee dat een mirakel toegeschreven aan de tussenkomst van priester Popiełuszko, was bevestigd in Frankrijk. Hierover werd een diocesaan proces gevoerd van 20 september 2014 tot 14 september 2015. Dit opende de weg naar een mogelijke heiligverklaring.

## Eerbetuigingen
- In 2009 werd hij postuum vereerd met de Orde van de Witte Adelaar, de hoogste Poolse onderscheiding.
- In 2010 werd door de Poolse posterijen een serie postzegels gewijd aan priester Popiełuszko, naar aanleiding van zijn zaligverklaring.
- In de Poolse stad Wolsztyn nabij Poznan, is er op de begraafplaats een aandenken aan priester Popiełuszko.

## Films en andere artistieke manifestaties
- De film To Kill a Priest verhaalt het leven van Popiełuszko (1988).
- De Poolse componist Andrzej Panufnik schreef zijn Bassoon Concerto (1985) ter ere van Popiełuszko.
- Een nummer getiteld Homily to Popiełuszko komt voor op de B-zijde van de album Flajelata (1986) door Muslimgauze.
- Ronald Harwood schreef een drama, The Deliberate Death of a Polish Priest, die in première ging in de Almeida Theatre in oktober 1985, was gebaseerd op het proces tegen de moordenaars van  Popiełuszko.
- De film Popiełuszko, over het leven en de dood van de priester kwam in Polen in februari 2009 in de bioscopen.
- Paul G. Henseler maakte in 2013 de film Jerzy Popieluszko: Messenger of the Truth.